# Савдунин, Владимир Григорьевич
Владимир Григорьевич Савдунин (10 мая 1924, Москва — 27 октября 2008, Москва) — советский футболист и хоккеист с мячом.

## Биография
Воспитанник юношеской клубной команды «Старт» (Москва) — 1939—1941 годы. В 1942 играл в клубной команде «Крылья Советов» (Москва) и «Локомотив» (Куйбышев). Первые тренеры Василий Федорович Батраков и Виктор Алексеевич Бушуев.
Участник Великой Отечественной войны. В 17 лет попал в пехотное училище. После полугода обучения, попал на фронт в район Харькова. Служил в разведчиком и командиром отделения разведки в 50-й танковой бригаде 3-го танкового корпуса, за боевые отличия был награждён тремя орденами. Член КПСС с 1942 года.
Вошел в состав команды «Динамо», отправившейся в турне по Англии осенью 1945 года (на поле не выходил).
Один из самых полезных и универсальных футболистов команды послевоенного периода. Мощный, прекрасно физически развитый, отличался широким диапазоном действий. Смело вступал в борьбу за мяч, в единоборствах был цепок и неуступчив. Мощные удары с обеих ног, высокая скорость, надежная игра головой, умелое взаимодействие с партнерами и нестандартная обводка на широком шаге делали его грозным и опасным в тех случаях, когда он выступал в роли нападающего. На позиции полузащитника выделялся большим объёмом перемещений, поддерживал атакующие действия.
Был одним из сильнейших нападающих московского «Динамо» по хоккею с мячом в эти же годы (играл в хоккее с мячом до 1958 года). Мог играть на любой позиции в поле, особенно выделялся в линии атаки.
В 1959—1987 годах работал дипломатическим курьером МИД СССР, несколько раз отличился смелостью и находчивостью при охране дипломатической почты.
Похоронен в Москве на Кузьминском кладбище.

## Достижения

### футбол
- Заслуженный мастер спорта СССР (1954).
- Чемпион СССР — 1945, 1949, 1954, 1955.
- Вице-чемпион СССР — 1946, 1947, 1948, 1950, 1956.
- Бронзовый призёр чемпионата СССР — 1952.
- Обладатель Кубка СССР — 1953.
- Участник турне московского «Динамо» по Великобритании в ноябре 1945 года.
- Включался в список 33 лучших футболистов сезона — 1949, 1952, 1953.

### хоккей с мячом
- чемпион СССР — 1951, 1952
- серебряный призёр чемпионата СССР — 1950, 1954
- Обладатель Кубка СССР — 1947, 1948, 1949, 1950, 1951, 1952, 1953, 1954.
- Обладатель Кубка РСФСР — 1949, 1950.
- Чемпион Москвы — 1948, 1949, 1950, 1951, 1952, 1953.
- Обладатель Кубка Москвы — 1947, 1948, 1949, 1951, 1952, 1953.
- Лучший бомбардир чемпионата СССР 1954.
- Включался в список 22 лучших игроков сезона — 1950, 1951, 1952, 1953, 1954, 1957, 1958

## Государственные награды
- орден Отечественной войны первой и второй степеней (1944, 1985)
- два ордена Красной Звезды (1943, 1944)
- орден Дружбы (2000)
- медаль ордена «За заслуги перед Отечеством» второй степени
- медали СССР и РФ.

## Киновоплощения
- Александр Алёшкин — «Лев Яшин. Вратарь моей мечты», 2019 год.